# Capitolo (Monopoli)
Capitolo, comunemente nota come Il Capitolo è una località del comune di Monopoli, sita in contrada Losciale, nella città metropolitana di Bari. 
È nota per essere una delle principali zone turistiche di Monopoli, oltre ad esserne la località balneare per eccellenza.
Il Capitolo è caratterizzato da un turismo stagionale ed è principalmente attivo durante la stagione estiva, quando la contrada arriva sino al migliaio di residenti; durante la stagione invernale il numero degli abitanti della contrada è limitato a circa un centinaio di abitanti. 

## Geografia fisica
Il Capitolo sorge lungo il litorale adriatico, la costa, lunga quasi 15 chilometri, è bassa e frastagliata: con numerose ed ampie distese sabbiose.
Grazie alle spiagge risulta particolarmente adatta la balneazione e l'esplorazione della vita sottomarina. Nella contrada è dunque ampiamente diffuso il turismo balneare.

## Turismo
Il Capitolo è una delle principali zone turistiche di Monopoli, oltre ad esserne la località balneare più importante. La presenza delle varie spiagge basse e sabbiose fa sì che ci siano numerosi lidi balneari, beach club e spiagge attrezzate.

## Intrattenimento e vita notturna
Il Capitolo rappresenta il cuore della movida monopolitana estiva, grazie alla presenza di numerose discoteche, polo d'attrazione per l'intero circondario del sud-est barese.